# Presidentvalet i Chile 2005–2006

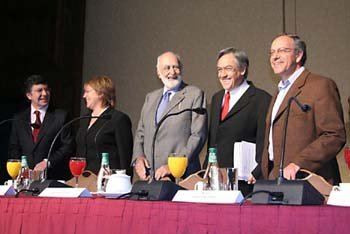
Kandidaterna i valet 2005, från vänster Lavin, Bachelet, moderator, Piñera och Hirsch.

Chilenska presidentvalet 2005-2006 hölls i två omgångar. Den första genomfördes den 11 december 2005 och den andra hölls den 15 januari 2006. Kandidaterna var i tur och ordning: 

## Michelle Bachelet
Michelle Bachelet var försvarsminister under regeringen Lagos. Hon sågs av många som stark favorit. Hon gick vidare med 46 % av rösterna den 11 december till andra omgången, där hon vann med 53,5 % av rösterna.

## Sebastian Piñera
Högerkandidat, som främst konkurrerade om röster med Joaquin Lavin. Han blev tvåa med 26 %, och gick således vidare till rond 2. Han fick 46,5 % av rösterna i andra omgången.

## Joaquin Lavin
Högerkandidat, som förlorade valet 1999 mot Ricardo Lagos och sökte sin revansch här. Gick inte vidare till andra omgången.

## Tomas Hirsch
Vänsterns kandidat, som fick 0,5 % av rösterna 1999 och denna gång stannade på 5 %.

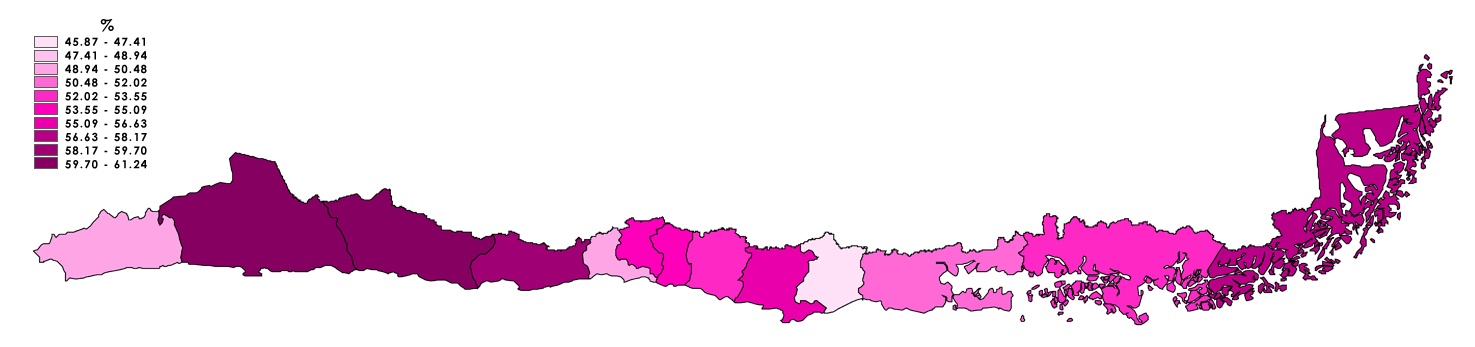
Rösterna som Bachelet fick per region, ju starkare magentafärg, desto större rösttal.